# Capilla de Nuestra Señora de las Victorias (Furnas)

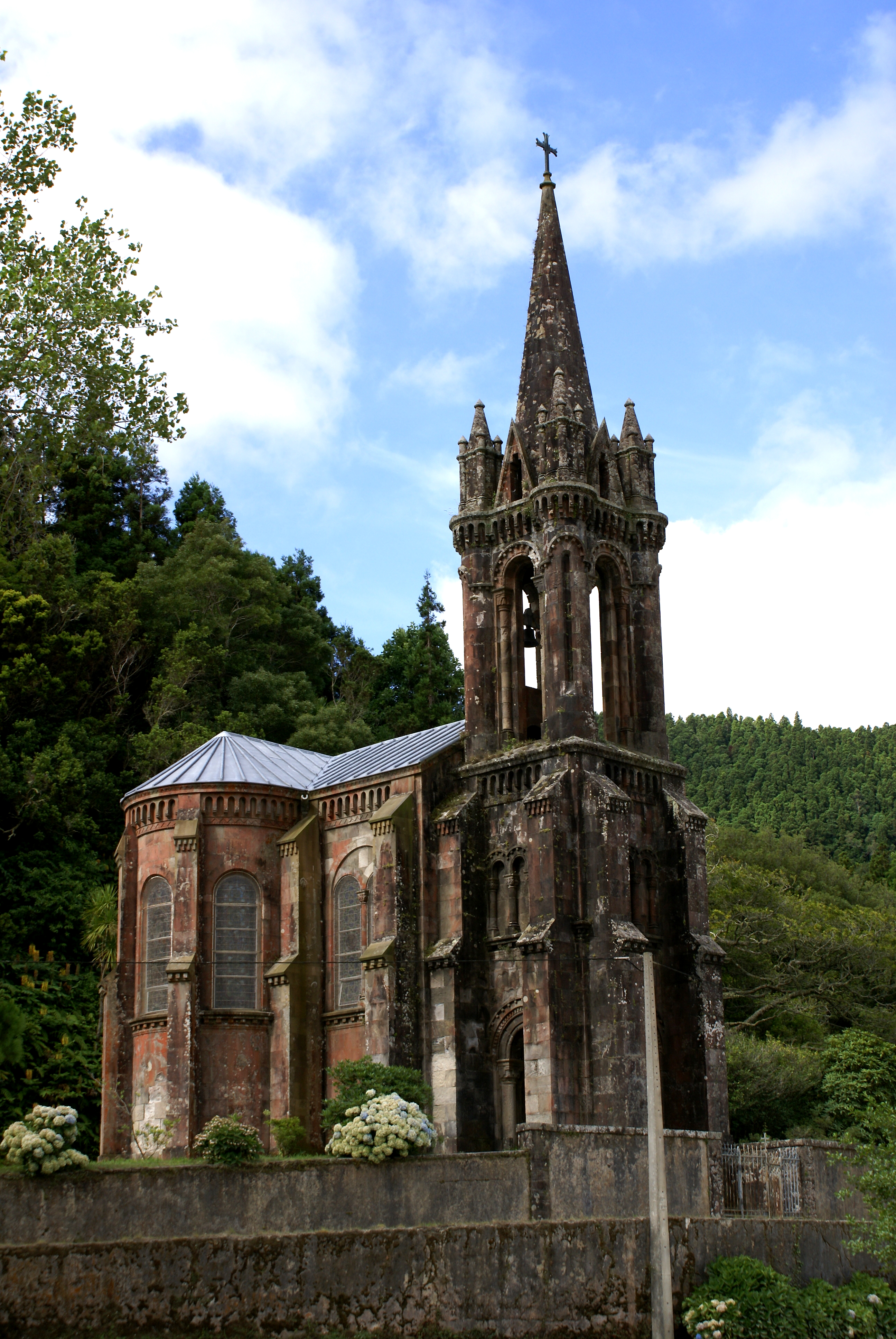
Vista exterior.

La Capilla de Nuestra Señora de las Victorias se encuentra en la orilla de la Laguna de Furnas, en la localidad homónima, de la isla de São Miguel de Azores. Es uno de los templos más ricos y únicos en la mayoría de las Azores. Fue construido por el ilustre José do Canto, como consecuencia de un voto hecho durante una grave enfermedad de su esposa. Su testamento, escrito el 27 de junio de 1862, dice:

Después de haber hecho por la gravedad de la enfermedad de mi esposa, en 1854, el voto para construir una pequeña capilla de la invocación de Nuestra Señora de las Victorias, que todavía no hayan logrado mi objetivo por circunstancias ajenas a mi voluntad, la demanda que hacen el edificio actual, en cuyo caso el tiempo de mi muerte no se hace, que había elegido el sitio, cerca del lago del cráter, con el que la decencia y el buen humor cuando estaba viviendo fuera, se han construido.

La capilla se planteó durante la vida de José, su estructura neogótica imita a las grandes catedrales de Europa. La piedra fue hecho por albañiles, bajo la dirección de Miguel Antonio de Sousa Remolino maestro de Vila Franca do Campo. La capilla se ha mejorado en gran medida con vidrios de colores muy ricos.
Fue inaugurada solemnemente el 15 de agosto de 1886. La imagen del altar mayor es de jaspe y de las ventanas que rodean la escalinata del templo evocan la vida de la Virgen desde el Nacimiento hasta la Asunción.
En la Capilla de Nuestra Señora de las Victorias, está enterrado el señor José de Canto, junto a su esposa.
- Datos: Q5073069
- Multimedia: Chapel of Nossa Senhora das Vitórias (Povoação) / Q5073069